# 贾家街道
贾家街道，原为贾家镇，是中华人民共和国四川省资阳市简阳市下辖的一个乡镇级行政单位，为简阳市第二大镇，有“成渝线上第一镇”之美誉。该镇位于龙泉山东，紧邻成都市，距简阳城区25km，318国道和“石（盘）三（岔）路穿镇而过。全镇幅员面积77平方公里，辖25个村、2个社区，总人口5万，集镇常住人口2万。在建成都第二绕城高速公路穿过该镇。

## 历史
简阳曾设10乡，后又设为2乡即仁善乡和义和乡，贾家属于义和乡。 　　
- 1878年（光绪四年），简阳设置保、甲，仁善乡设平某保，义和乡设安某保，贾家称安贾保。
- 1919年（民国八年），简阳设10个团区，贾家属第四团区。
- 1924年（民国十三年）到1927年，贾家仍属第四团区。现辖久隆片则划入第五团区。
- 1935年（民国二十年）到1939年，简阳设区署，置区长，贾家属第二区，区署置于草池乡。
- 1943年（民国三十二年）简阳8个指导区，贾家属第七指导区。1946年，又调整为7个指导区，贾家属第二指导区。
- 1949年（民国三十八年）简阳设6个区，贾家属第二区，区署始置于草池乡。次年迁至贾家乡。
- 1951年，简阳设17个区，贾家属第十六区，区署置于贾家乡。
- 1952年，十六区分为6个大乡。贾家划分为5 个小乡：五合、五指、望五、堰水、兴隆等乡。
- 1953年，贾家调为乡级镇，贾家镇建置沿袭至今。
- 1955年，简阳撤销各区序号，第十六区改名为贾家区，此建置沿袭至1992年。
- 1958年，贾家建立人民公社。
- 1959年，原贾家久隆的石经乡划入成都市郊。
- 1985年，撤销贾家场乡，并入贾家镇，实行镇管村。
- 1992年，简阳撤区合乡建镇，贾家区不再存在，贾家镇建镇，辖柏林、五指、久隆。
- 1995年，行政区划微调，五指划出，单独建乡。贾家镇辖原贾家、柏林、久隆三乡区划。
- 2010年，贾家行政区域为三个片区（贾家、久隆、柏林）25个村。

贾家片有8个村（健康、断颈庙、团河、活水、二道桥、五里、竹林、滴水等）；
柏林片有8个村（洗银、堰水、天宫山、民房、高坡子、劳动、兴隆、协和等）；
久隆片有9个村（久隆、车厂、麦地、十八梯、快乐、大山、王家、菠萝、双林等村）。
全镇共有210个社；有两个社区居委会，即城北社区和城南社区。
- 2019年12月，撤销老君井乡、贾家镇，设立贾家街道，以原老君井乡和原贾家镇所属行政区域为贾家街道的行政区域，贾家街道办事处驻中心西路70号。[1]

## 行政区划
贾家街道现辖：
城北社区、城南社区、健康村、断颈庙村、团河村、滴水村、二道桥村、活水村、竹林村、五里村、十八梯村、菠萝村、麦地村、车厂村、快乐村、久隆村、王家岩村、大山村、双林村、洗银村、埝水村、天宫山村、民防村、高坡村、劳动村、兴隆寺村和协合村。